# Escuela Secundaria Alemana Privada
La Escuela Secundaria Alemana Privada (Deutsche Schule Istanbul, en breve DSI), también conocida como la Escuela Secundaria Alemana de Estambul (en turco: Özel Alman Lisesi) o la Escuela Secundaria Alemana (en turco: İstanbul Alman Lisesi), es una escuela secundaria extranjera privada ubicada en el distrito Beyoglu de Estambul, Turquía. Lleva a cabo sus actividades dependiendo del Ministerio Federal de Educación e Investigación de Alemania y del Ministerio de Educación Nacional de la República de Turquía.
En 1868, con el nombre de la Escuela de Ciudadanos Alemanes y Suizos basado en el Principio de Igualdad, se estableció para dar servicio a la comunidad que habla alemana en la ciudad. En 1871, cerca de la Torre de Gálata, sólo se construyó un edificio específico para la escuela. Debido al daño de este edificio durante el terremoto de 1894, el edificio se trasladó en 1897 al que ocupa en la actualidad. En los siguientes periodos, no sólo los estudiantes de habla alemana, sino también los estudiantes turcos comenzaron a asistir a la escuela. En 1918, con el final de la Primera Guerra Mundial, la escuela se cerró y el edificio comenzó a ser utilizado por las fuerzas de ocupación. Después de la declaración de la República, en 1924, mientras se reiniciaba la educación, se volvió al edificio principal en 1925. Una vez cerrado de nuevo en 1945, comenzó a funcionar la Escuela Secundaria de Muchachas de Beyoglu en el edificio. En 1953 el edificio fue asignado nuevamente a la Escuela Secundaria Alemana y sigue llevando a cabo sus actividades en el mismo edificio desde entonces.
Los estudiantes que se graduan de la escuela secundaria obtienen los diplomas de Abitur bajo la condición de aprobar el Examen de Alta Madurez, y mediante este diploma pueden postularse para estudiar en las universidades de Alemania, Austria o Suiza. La Escuela Secundaria Alemana Privada es una de las dos escuelas en Turquía con la İstanbul Lisesi (Escuela Secundaria de Estambul) que otorga este diploma.

## Historia
Aunque en 1867-1868 se intentó establecer una institución educativa con la Escuela Comunitaria Protestante Alemana (Deutsche Evangelische Gemeindeschule), que pertenecía a la comunidad protestante alemana desde 1863, con el objetivo de dar servicio a la comunidad Alemana establecida en 1850 y ubicada en Estambul, la iniciativa falló por el desacuerdo de las dos partes. El 1 de mayo de 1868, la Academia de Administración de Escuelas Alemana en la calle Kumdibi de Beyoglu estableció la Escuela de Ciudadanos Alemanes y Suizos (alemán: Paritaetische Deutsche y Schweizer Bürgerschule), basada en el Principio de Igualdad, para dar servicio a los estudiantes de habla alemana y se empezó a educación en 11 de mayo. En la época en que se fundó, había dos maestros y 24 estudiantes, y las lecciones se impartían en lugares alquilados. La escuela también tenía un departamento comercial con capacitación comercial (alemán: Bürgerschule). Adolf Engelkind fue el primer director de la escuela, que adoptó un sistema de educación independiente y el principio de igualdad. Más tarde, mientras los suizos asistían a la comunidad escolar; en el año 1871, se hizo construir un edificio como la propiedad de la escuela cerca de la Torre de Gálata en Beyoğlu. En el 28 de agosto de 1872 mientras se transfería a este edificio, con la participación de los Protestantes en el 1 de diciembre de 1872 se cerró la Escuela Comunitaria Protestante Alemana.
El 31 de mayo de 1882, comenzó a operar un jardín de infancia en el mismo edificio. El terremoto del 10 de julio de 1894 causó un fuerte daño al edificio y se hizo la búsqueda de nuevas tierras para la escuela. Aunque inicialmente estaba abierto exclusivamente a germanohablantes, Bericht von Felix Theodor Mühlmann, que fue director del escolar en 1879, abrió los cursos preparatorios y los estudiantes que no hablaban alemán comenzaron a inscribirse en la escuela. La construcción de la primera parte del edificio de la escuela secundaria, que todavía se usa hoy, comenzó en junio de 1896 con la ayuda material y espiritual del alto arquitecto Kapp von Gültstein y el director del Banco Otomano Wülfing y después de la finalización del edificio, 14 de septiembre de 1897, se transfirió a este edificio que cuenta con 15 aulas y una sala de conferencia. La escuela recibió la licencia el 9 de enero de 1897. El Emperador Alemán Guillermo II que llegó a la ciudad en 1898 mientras visitaba la escuela reconoció el derecho a otorgar el diploma a la escuela secundaria en Alemania, por lo que la escuela se convirtió en la primera institución educativa en otorgar este diploma fuera de Alemania. Si bien los alumnos alemanes fueron intensos durante el primer período de la escuela, el número de estudiantes turcos aumentaría en 1899, suponiendo el 30% del total de estudiantes y el 63,5% en 1914. En 1903 se construyó la segunda parte del edificio de la escuela, constando de cinco plantas. En 1911, el programa de la escuela se expandió y se aceptó al nivel equivalente de las Escuelas Secundarias Turcas, y con la nueva licencia obtenida el 27 de diciembre de 1911, se le otorgó el derecho de otorgar un diploma al tomar el examen final. El número de estudiantes que fue 600 en los años 1893-1903 a partir del año 1916 alcanzó a 1000. En 1918, después del final de la Primera Guerra Mundial se cerró la escuela y el edificio de la escuela fue utilizado como cuartel por los soldados franceses involucrados en la ocupación de Estambul. Mientras tanto, el inventario de la escuela fue destruido.
Con la retirada de las fuerzas de ocupación después de la Proclamación de la República, la escuela secundaria alemana que se abrió de nuevo en noviembre de 1924 recomenzó en un edificio alquilado en la Calle Polonya (ahora calle Nuruziya). Se había abierto un vivero en el nuevo edificio, pero se cerró el 30 de noviembre de 1924. El 1 de enero de 1925, la guardería entró en servicio una vez más para dar servicio sólo a los alemanes. El 1 de septiembre de 1925 se devolvió el edificio principal de la escuela secundaria. En julio de 1953 el edificio se devolvió a la escuela secundaria alemana, y el 1 de octubre se dio comienzo a la educación en él. En una serie de reformas realizadas en 1959, se construyeron un gimnasio y una sala de música.

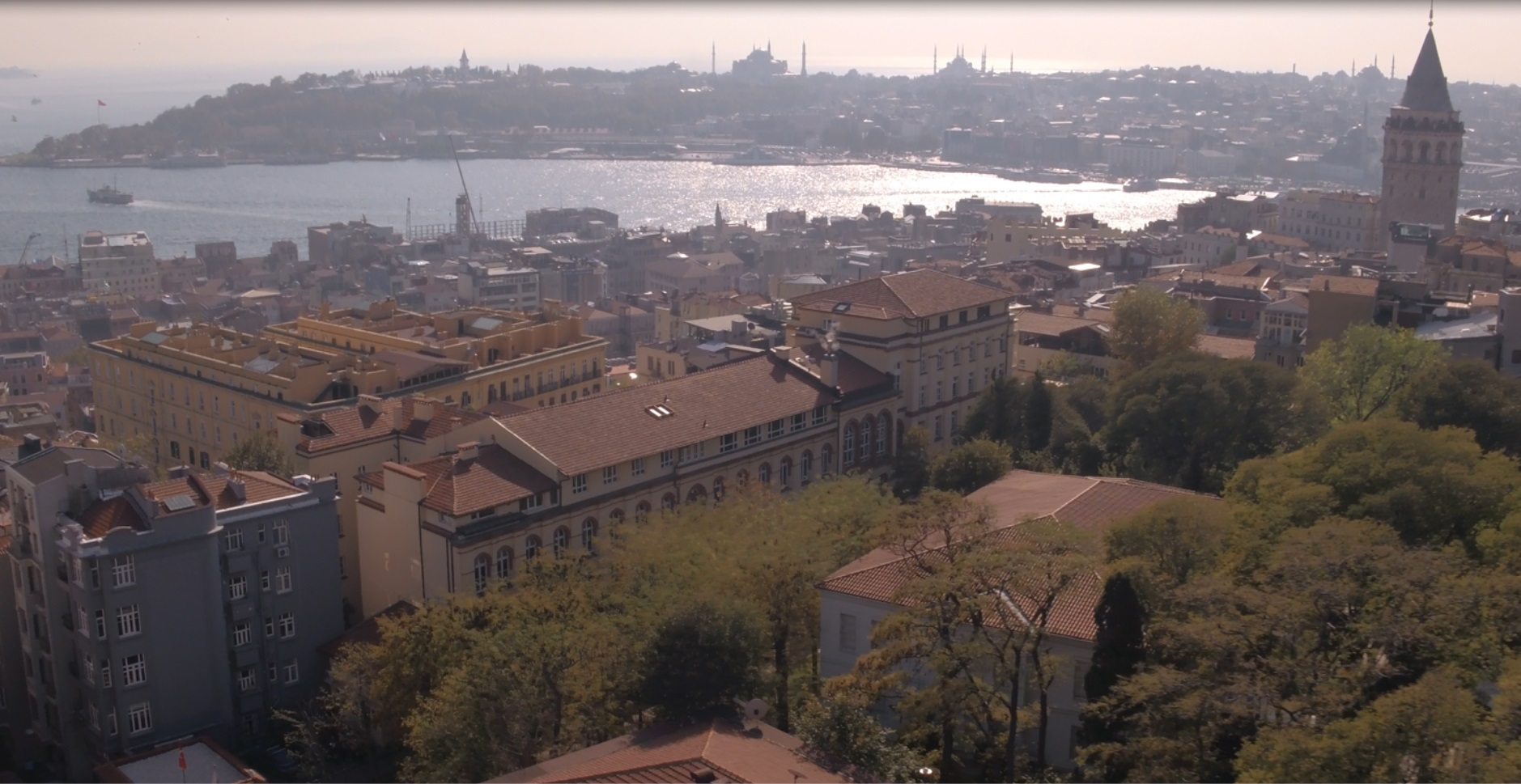
Vista aérea de la escuela.

En 1974 se construía un gimnasio sólo para el uso exclusivo de mujeres, y al año siguiente se realizaron renovaciones y extensiones en la sala que se utilizaban por los hombres. En 1976, el Examen de Madurez Universitaria comenzó a llevarse a cabo para los estudiantes turcos que estudian y que se graduaron de la escuela. Los estudiantes que aprobaron este examen tenían un diploma de Abitur y tenían un certificado válido de graduación de la escuela secundaria para postularse para colegios en países de habla alemana. En 1979, mientras que los grupos folclóricos de la escuela organizaron un viaje a Alemania por primera vez, al año siguiente un grupo de estudiantes turcos realizó su primer viaje a Alemania. Con la temporada de educación 1985-86, el intercambio de estudiantes comenzó entre los dos países. Durante la temporada 1989-90, se creó un laboratorio de computadoras para estudiantes.

## Estructura de organización y educación
La escuela lleva a cabo sus actividades tanto bajo el Ministerio Federal de Educación e Investigación de Alemania y el Ministerio de Educación Nacional de la República de Turquía. La Escuela Secundaria Alemana Privada de Estambul es administrada por la junta directiva del Consejo Administrativo y el director de la escuela también lleva a cabo sus actividades afiliado a esta junta directiva.
Los estudiantes reciben un total de 5 años de educación secundaria tras de preparacación de 1 año. Francés, alemán, inglés y turco también se ofrecen como cursos opcionales.
Cualquier estudiante que se gradua de la escuela tendrá un documento de Deutsches Sprachdiplom así como un diploma de escuela secundaria. Los graduados también pueden obtener un diploma de Abitur a condición de que aprueben el examen de madurez profesional, y la Escuela Secundaria Alemana Privada es una de las dos escuelas que ofrecen este diploma en Turquía con la İstanbul Lisesi (Escuela Secundaria de Estambul). Al menos un estudiante que completa con éxito el examen Abitur tiene derecho a recibir la beca del Servicio Alemán de Intercambio Académico para la educación en Alemania. Además, el consejo de administración otorga una beca estudiantil desde 2001 al estudiante que completa con éxito Abitur.
Para la temporada 2016-17 hay 87 maestros (51 alemanes y 36 turcos) y 640 estudiantes en la escuela.

## Instituciones
La escuela, más que libros, tiene una biblioteca de diccionarios, revistas, atlas, audiolibros, DVD, cómics, novelas gráficas, etc. Hay dos laboratorios de física, química y biología, así como laboratorios de computación. Hay dos salas de música, un taller de pintura, una sala de deportes cerrada donde se pueden organizar diversas actividades culturales y deportivas, una sala de deportes para deportes al aire libre y una sala de conferencias para actividades sociales y culturales.

## Actividades extracurriculares
El primer anuario escolar se publicó en el año 1961. Entre 1978 y 1981, se organizó el evento Zeit der Tanztee. La comunidad teatral se estableció durante la temporada educativa 1985-86. Sosis Günü (Día de la salchicha) en 1981 y Festival escolar en 1982. En 1983, se celebró la primera Atatürk Koşusu (Marca de Atatürk) que se celebra todos los años en el Bosque de Belgrad.
Los estudiantes de la escuela participan en la Competencia Anual de Música de Secundaria (Liselerarası Müzik Yarışması). Segundo premio en la categoría de Mejor Orquesta y Mejor Interpretación de la Etapa en la competencia en 2006, Primer premio en la categoría Mejor Orquesta en 2012 y Premio Especial de Prensa en el grupo, Segundo premio en la categoría Mejor Femenina Solista en 2017 se recuperó. Participa en las conferencias MUNESCO organizadas por la Escuela Preparatoria de la Universidad de Bilkent y UNESCO en Europa, y participa en la conferencia de Model United Nations celebrada por el Club de Naciones Unidas Modelo y a la conferencia de Naciones Unidas Modelo Internacional Turca organizada por la Escuela Americana de Üsküdar.
Los clubes educativos que operan en la escuela para la temporada educativa 2016-17 son los siguientes:
- Club de ver películas
- Club de fotografía
- Club de pintura
- Club de música de coro (turco y alemán)
- Orquesta- Estudio (turco)
- Club de renacimiento (turco)
- Club de teatro (turco)
- Club de taller de escritura
- Club de baloncesto (hombres)
- Club de bailes folclóricos y latinos
- Club de baile moderno
- Club de balonmano (hombres)
- Club de ajedrez
- Club de voleibol (chicas)
- Club de yoga
- Club de latino
- Club Juvenil Europeo
- Club Preparatorio para Desastres Naturales
- Club electrónico
- Club de filosofía
- Club de Ciencia y de Tecnología
- Club de Viaje, Presentación y Turismo
- Club de Introducción de Profesión
- Club de Naciones Unidas Modelo
- Club de Prensa
- Club de Psicología
- Club de robótica
- Club de Premios Juveniles Internacionales
- Club de Servicio de Comunidad (sólo para los que estudian en la clase 11)

## Instituciones fundadas por los graduados
Fundada por los graduados de la escuela, la Asociación de Estudiantes de la Escuela Secundaria Alemana (alemán: Verein der Ehemaligen Schüler der Deutschen Schule Istanbul, turco: İstanbul Alman Liseliler Derneği) sigue operando desde 1976. La asociación organiza los eventos de Nochevieja y Back to School, así como el evento del Día de la salchicha todos los años.
En 1996, los fundadores de la escuela secundaria establecieron una fundación llamada Asociación de Cultura y de Educación de los Estudiantes de la Escuela Secundaria Alemana (ALKEV). Esta asociación fundó Escuelas Privadas de ALKEV que proveía educación desde el jardín de infantes hasta la escuela media en Büyükçekmece en 2000, y con el cambio hecho en 2013 hasta la escuela secundaria.

## Educadores
Los educadores notables que sirvieron en la escuela son:
- Paul Lange, profesor de música (1890s)[37]
- Friedrich Schrader (1895-1890)[38]
- Reşad Ekrem Koçu, profesor de historia
- Bekir Sıtkı Erdoğan, profesor de literatura[39]
- Friedrich Giese, director (1899-1905)[40]
- Karl Steuerwald, profesor de lenguas modernas (1930-1931)[41]
- Rakım Çalapala[42]
- Zeki Cemal Bakiçelebioğlu[43]

## Alumnos
Los alumnos distinguidos que se graduaron de la escuela son (los números entre paréntesis indican el año de graduación):
- Nazan Aksoy[44]
- Selçuk Alagöz[45]
- Ahmet Arpad[46]
- Turgut Atakol[47]
- Sevil Atasoy[48]
- Oktar Babuna[49]
- Sevim Burak[50]
- Zeynep Buyraç[51]
- Şahnaz Çakıralp[52]
- Mehmet Ferden Çarıkçı (1987)[53]
- Turgay Demirel[54]
- Bülent Eczacıbaşı (1968)[55]
- Faruk Eczacıbaşı[56]
- Safiye Erol[57]
- Deniz Gökçe
- Beatrice Heuser (1978)[58]
- Hayri İnönü (1972)[59]
- Kerem Kabadayı (1996)[60]
- Kenan Kalav[61]
- Akif Çağatay Kılıç[62]
- Melih Kibar[63]
- Erkin Koray[63][64]
- Haluk Kurosman[65]
- Atıl Kutoğlu (1986)[66]
- Richard von Kühlmann
- Hans Lange
- Beral Madra (1961)[67]
- Jeffi Medina[68]
- Michael Meinecke (1959)[69]
- Fatma Ceren Necipoğlu[70]
- Münib Engin Noyan[71]
- Yavuz Nutku[72]
- Alev Oraloğlu[63]
- Lale Oraloğlu[73]
- Mustafa Santur[74]
- Ayşe Sarısayın (1976)[75]
- Osman F. Seden[63]
- Zeyyat Selimoğlu (1944)[76]
- Serhat (1983)[77]
- Faruk Şen[78]
- Burhan Şenatalar[79]
- Umut Tabak[80]
- Meral Tamer[63]
- Harun Tekin (1996)[60]
- Ali Teoman (1981)[81]
- Sinan Tara[63]
- Cem Uzan[82]
- Ahmet Emin Yalman (1907)[83]
- Tezcan Yaramancı[63]
- Tansu Yeğen[84]
- Mihal Zallari[85]
- Dilek Zaptçıoğlu[86]
- Cüneyd Zapsu (1974)[87]